# Midsommarnatt vid Vejlefjorden
Midsommarnatt vid Vejlefjorden är en målning av Harald Slott-Møller från 1904.
Harald Slott-Møller hade en bakgrund i naturalismen och i symbolismen. 

## Målningen
Konstnärens hustru Agnes Slott-Møller är sannolikt modellen för den kvinna som sitter med ryggen vänd mot betraktaren och ser ut över Vejlefjorden på midsommaraftonen.
Målningen är en av de tio som utvalts av danska konstinstitutioner för att representera Danmark i Europeanas europeiska konstverksprojekt 2016.

## Proveniens
Målningen finns idag på Vejle kunstmuseum i Vejle i Danmark.